# Masahiko Kimura
Masahiko Kimura (木村 政彦?, Kimura Masahiko; Kumamoto, 10 settembre 1917 – 18 aprile 1993) è stato un judoka e wrestler giapponese, ritenuto uno dei più grandi di tutti i tempi.

## Biografia
Kimura inizia a praticare judo all'età di dieci anni. Riceve il quarto dan a sedici anni e il quinto a diciotto, diventando così il più giovane godan di sempre. Nel 1935 vince il suo primo titolo, gli All-Japan Collegiate Championships: in questo periodo subisce le sue uniche sconfitte (contro Miyajima, Abe, Osawa e Yamamoto), che se da un lato ne minano il morale fino a fargli meditare il ritiro dall'altro lo spingono a migliorarsi sottoponendosi a pesantissimi allenamenti. Nei tredici anni successivi rimarrà imbattuto.
Nel 1940 vince uno speciale torneo, il Ten-Ran Shiai, in presenza dell'imperatore giapponese Hirohito, e in finale sconfigge Ishikawa in soli 42 secondi. Nel 1949, all'età di trentadue anni, compete per l'ultima volta agli All-Japan Championships e in finale incontra nuovamente Takahiko Ishikawa: al termine del lungo incontro, Kyūzō Mifune (decimo dan ed arbitro dell'incontro) decreta la parità.
Nel 1950 lascia il judo sportivo e diventa un judoka e wrestler professionale; in seguito a questa decisione incontra il lottatore professionista Rikidōzan: secondo Kimura il match sarebbe dovuto terminare con il risultato concordato di pareggio e vi sarebbe stata una serie di re-match, ma contrariamente agli accordi Rikidōzan colpì ripetutamente Kimura fino al KO. Nel 2004 un film coreano ha ripercorso l'evento.
Nel 1951 incontra Hélio Gracie, all'epoca il maggior esponente della scuola brasiliana di jiu jitsu, in un match che avrebbe avuto termine solo con la sottomissione dell'avversario: Gracie provò a resistere ad una wristlock applicata dal judoka, ma finì per perdere conoscenza a causa della forte pressione esercitata dalla sottomissione. Quando l’angolo di Gracie si accorse che il suo braccio era stato rotto a causa della wristlock, dovette gettare la spugna. La tecnica usata per battere Gracie, gyaku ude garami, venne poi ribattezzata "Kimura" dai praticanti di BJJ. Nel 1959, nel corso del suo ultimo tour di judo/wrestling professionale, viene sfidato da Valdemar Santana, campione di gracie jiu jitsu, capoeira e pugilato, all'epoca più giovane di Kimura di quindici anni e molto più alto e pesante: l'incontro dura quaranta minuti e termina in parità, con i combattenti esausti.
Ritiratosi dal pro wrestling, Kimura torna ad insegnare judo e tra i suoi allievi più vincenti si segnalano il canadese Doug Rogers (medaglia d'argento ai Giochi olimpici di Tokyo 1964), Masaki Nishimura (bronzo a Monaco di Baviera 1972) e Kaneo Iwatsuri (campione agli All-Japan). Il suo grado nel judo fu sospeso dal Kodokan dopo il suo passaggio al pro wrestling, dopo essersi rifiutato di riconsegnare il vessillo degli All Japan Judo Championship e dopo aver rilasciato dan in Brasile.
Muore all'età di 75 anni il 18 aprile 1993.

## Palmarès
- All-Japan Collegiate Championships (1935)
- Settimi All Japan Judo Championship (1937)
- Ottavi All Japan Judo Championship (1938)
- Noni All Japan Judo Championship (1939)
- Torneo Ten-Ran Shiai (1940)
- 1947 West Japan Judo Championship
- 1949 All Japan Judo Championship

## Nei media
- Masahiko Kimura è il protagonista della serie manga Kimura, creata da Ikki Kajiwara.